# 丹德雷索
11°29′12″N 5°28′55″W / 11.48667°N 5.48194°W
丹德雷索（法語：Danderesso），是馬里的城鎮，位於該國西南部，由錫卡索區的錫卡索省負責管轄，處於錫卡索東北面28公里，面積1,645平方公里，2009年人口41,723，人口密度每平方公里25人。